# NGC 7681
NGC 7681 is een lensvormig sterrenstelsel in het sterrenbeeld Pegasus. Het hemelobject werd op 11 oktober 1784 ontdekt door de Duits-Britse astronoom William Herschel.

## Synoniemen
- UGC 12620
- MCG 3-59-63
- ZWG 454.74
- PGC 71558